# Chalán (película)
Chalán (película). Largometraje mexicano escrito y producido por Edgar San Juan, dirigido por Jorge Michel, interpretado por Noé Hernández y Juan Carlos Remolina. Chalán fue la Primera Película Mexicana estrenada gratuitamente por streaming para todo México a través de Nuflick.com

## Ficha técnica/ Technical data
Una producción del Film Tank, Imcine y Canal 22  

#### Sinopsis
El día a día de Alan -chofer y asistente de un diputado federal- consiste en aguantar la ira y prepotencia de su superior; sortear el menosprecio de los escoltas; y sobre todo, limpiar todo rastro de las travesuras del diputado. Pero todos –incluso un Chalán- tenemos un límite.
| Ficha Técnica                                | Ficha Técnica                                                                                            |
| -------------------------------------------- | --- |
| País / Country                               | México                                                                                                   |
| Duración / Lenght                            | 62 Min.                                                                                                  |
| Guion y Producción / Script and Producer:    | Edgar San Juan Padilla                                                                                   |
| Dirección/ Direction                         | Jorge Michel Grau                                                                                        |
| Producción / Produced by:                    | Edgar San Juan, Verónica Novelo, Jaye Galicot                                                            |
| Diseño de Producción / Production design     | Salvador Parra                                                                                           |
| Fotografía / Photography                     | Alberto Anaya                                                                                            |
| Edición / Editing                            | Miguel Schverdfinger                                                                                     |
| Sonido Directo / Sound                       | Pablo Tamez                                                                                              |
| Dirección de Casting / Casting               | Viridiana Olvera                                                                                         |
| Diseño de Vestuario / Wardrobe               | Andrea Manuel                                                                                            |
| Maquillaje / Make up                         | Francesca Dalla                                                                                          |
| Música Original / Original Score             | Pascual Reyes                                                                                            |
| Supervisor Musical / Music Supervisor        | Herminio Gutiérrez                                                                                       |
| Música adicional / Aditional score           | De Descartes a Kant                                                                                      |
| Post Productor / Post Producer               | Pedro de la Garza                                                                                        |
| Dirección de Animación:                      | Guadalupe Sánchez                                                                                        |
| Equipo / Equipment                           | CTT Exp & Rentals                                                                                        |
| Formato / Format:                            | DCP |
| SONIDO                                       | 5.1 |
| Compañías productoras / Production Companies | FILM TANK SA DE CV, FOPROCINE, IMCINE, CANAL 22                                                          |
| Con el apoyo de                              | BANCO SANTANDER, UNAM y CTT EXP & RENTALS.                                                               |
| Reparto Principal/Main cast                  | Noé Hernández, Juan Carlos Remolina, Ari Brickman, Luis Cárdenas, Marco Antonio Argueta y Antonio Zúñiga |
| Festivales / Festivals                       | Cinema du Monde, Montreal Film Festival Mar del Plata Montenegro Film Festival                           |